# ジャンルカ・カプラーリ
ジャンルカ・カプラーリ（Gianluca Caprari, 1993年7月30日 - ）は、イタリア・ローマ出身のサッカー選手。ACモンツァ所属。イタリア代表。ポジションはFW。

## 経歴

### クラブ経歴
2003年からASローマのユースチームに所属し、2010年にトップチーム昇格した。2011年3月8日に行われたUEFAチャンピオンズリーグ・FCシャフタール・ドネツク戦でシモーネ・ペッロッタとの交代途中出場でプロデビューを果たした。
2012年1月31日、セリエB・デルフィーノ・ペスカーラ1936にレンタル移籍。15試合に出場しクラブのセリエA昇格に貢献した。2012-13シーズン終了後の2012年6月に共同保有でペスカーラに加入し1シーズンプレーしたが、翌年の2013年6月20日にローマへ共同保有で復帰。しかしローマ復帰後は出場機会に恵まれず1試合の出場に留まったため、2014年1月24日に再びペスカーラへ加入した。
2015-16シーズンには42試合で13得点13アシストを挙げる活躍を見せ4季ぶりのセリエA復帰に貢献。シーズン終了後の2016年7月8日にインテルナツィオナーレ・ミラノへ移籍し、同時にペスカーラへの1年間のレンタル移籍が決定した。2016-17シーズンには9得点を挙げチーム内得点王となったものの、クラブは最下位に終わり1年でセリエBへ降格した。
2017年7月1日、UCサンプドリアへ完全移籍。ミラン・シュクリニアルの移籍交渉の一部となっている。
2020年1月31日、パルマ・カルチョ1913へ買取オプション付きのレンタルで加入。契約は半年間。
2020年9月4日、ベネヴェント・カルチョへレンタル移籍することが発表された。
2021年8月31日、エラス・ヴェローナFCにレンタル移籍することが発表された。2021-22シーズン終了後、エラス・ヴェローナへ完全移籍。
2022年7月21日、ACモンツァへレンタル移籍。条件を満たした場合に買取義務が発生するオプションがつけられている。

### 代表経歴
イタリア代表として各年代でプレーを経験した。2018年10月にはイタリアA代表の初選出を受けた。